# Wilfried Hollmann
Wilfried Hollmann (* 19. August 1949 in der Nähe von Oldenburg (Oldenburg)) ist ein deutscher Manager. Er war 33 Jahre Mitglied im Vorstand, davon 12 Jahre Vorstandsvorsitzender der NOWEDA eG in Essen.

## Beruflicher Werdegang
Wilfried Hollmann absolvierte das Wirtschaftsgymnasium Oldenburg mit dem Abitur 1970. Bei der Bundesmarine leistete er seinen Grundwehrdienst. Nach seinem Studium der Betriebswirtschaftslehre (1972 bis 1976 an der Westfälischen Wilhelms-Universität in Münster) trat er 1976 der Noweda eG bei. Er durchlief mehrere verantwortungsvolle Positionen (u. a. Leiter der NOWEDA-Niederlassungen Münster und Leipzig/Taucha), bis er 1993 in den Vorstand der NOWEDA eG mit dem Schwerpunkt Vertrieb berufen wurde. Am 1. Juli 2005 trat er als Nachfolger von Dietrich Meyer den Vorstandsvorsitz an. Ende 2016 schied er satzungsgemäß aus Altersgründen aus. Seit 2017 ist er als selbstständiger Berater tätig.

## Ämter
- 2007 bis 2016 Präsident des Mittelstandsbundes – ZGV e. V.
- 2007 bis 2016 Vizepräsident des Deutschen Genossenschafts- und Raiffeisenverbandes
- 1998 bis 2016 Vorsitzender des Beirates der ApoQuick Dienstleistungs GmbH, Duisburg
- 2008 bis 2016 Mitglied im Vorstand des PHAGRO – Bundesverband des pharmazeutischen Großhandels e. V.
- 2002 bis 2018 Vorsitzender des Vereins zur Förderung der Pharmaziestudierenden und des BPhD e. V.
- 2012 bis 2016 Mitglied im Aufsichtsrat der Akademie Deutscher Genossenschaften (ADG), Montabaur
- Seit 2012 Mitglied im Vorstand der Hermann-Schulze-Delitzsch-Gesellschaft
- 2000 bis 2018 Handelsrichter am Landgericht Münster
- bis 2023 Verwaltungsratspräsident der PharmaFocus SA, Romont/Schweiz
- bis 2023 Verwaltungsratspräsident der PharmaFinder AG, Münchenstein/Schweiz
- bis 2023 Verwaltungsratspräsident der Comptoir Pharmaceutique Luxembourgeois S. A.
- bis 2023 Verwaltungsratspräsident der CPL Blister S.A., Foetz/Luxemburg
- Mitglied im Verwaltungsrat der Comptoir Pharmaceutique Luxembourgeois S. A.
- Mitglied im Kuratorium der Friedrich-Wilhelm-Raiffeisen-Gesellschaft
- Seit 2021 Mitglied im Aufsichtsrat der Unsere Münster-Energie eG, Münster

## Auszeichnungen
- Ehrenpräsident des Mittelstandsverbundes – ZGV e. v.
- Ehrenvorsitzender des Vorstandes der NOWEDA eG
- Träger der Günther-Büsch-Ehrengabe der NOWEDA eG
- Raiffeisen-Schulze-Delitzsch-Medaille in Gold